# 10017 Jaotsungi
10017 Jaotsungi eller 1978 UP2 är en asteroid i huvudbältet som upptäcktes den 30 oktober 1978 av Purple Mountain-observatoriet i Nanjing, Kina. Den är uppkallad efter Jao Tsung-I.
Asteroiden har en diameter på ungefär 4 kilometer.